# 击剑
劍擊是一項技擊性運動，主要使用單手持劍進行刺擊或斬擊。在劍擊運動中，選手使用輕量的護具，包括面罩和護胸器，以確保安全。比賽的目標是在遵守規則的情況下擊中對手，而不是真實的格鬥。這項運動強調技巧和速度，劍手必須使用輕巧的刺劍進行迅速的攻擊和防守。
劍擊是现代五项比赛的五個項目之一，其他四個項目是跑步、游泳、馬術和射擊。

## 類別
劍擊共分三種類別：

花劍的有效攻擊範圍：軀幹，以及下巴以下1.5~2公分的圍兜部分。不過美國擊劍協會（USFA）在美國內不採計圍兜的部分。

- 花劍（Foil），又稱「鈍劍」或「輕劍」，花劍的法文原名為Fleuret。由劍柄、劍身和護手盤組成。劍身中有電線連接劍尖和支架。[2] 以下花劍的主要的規格和特點：

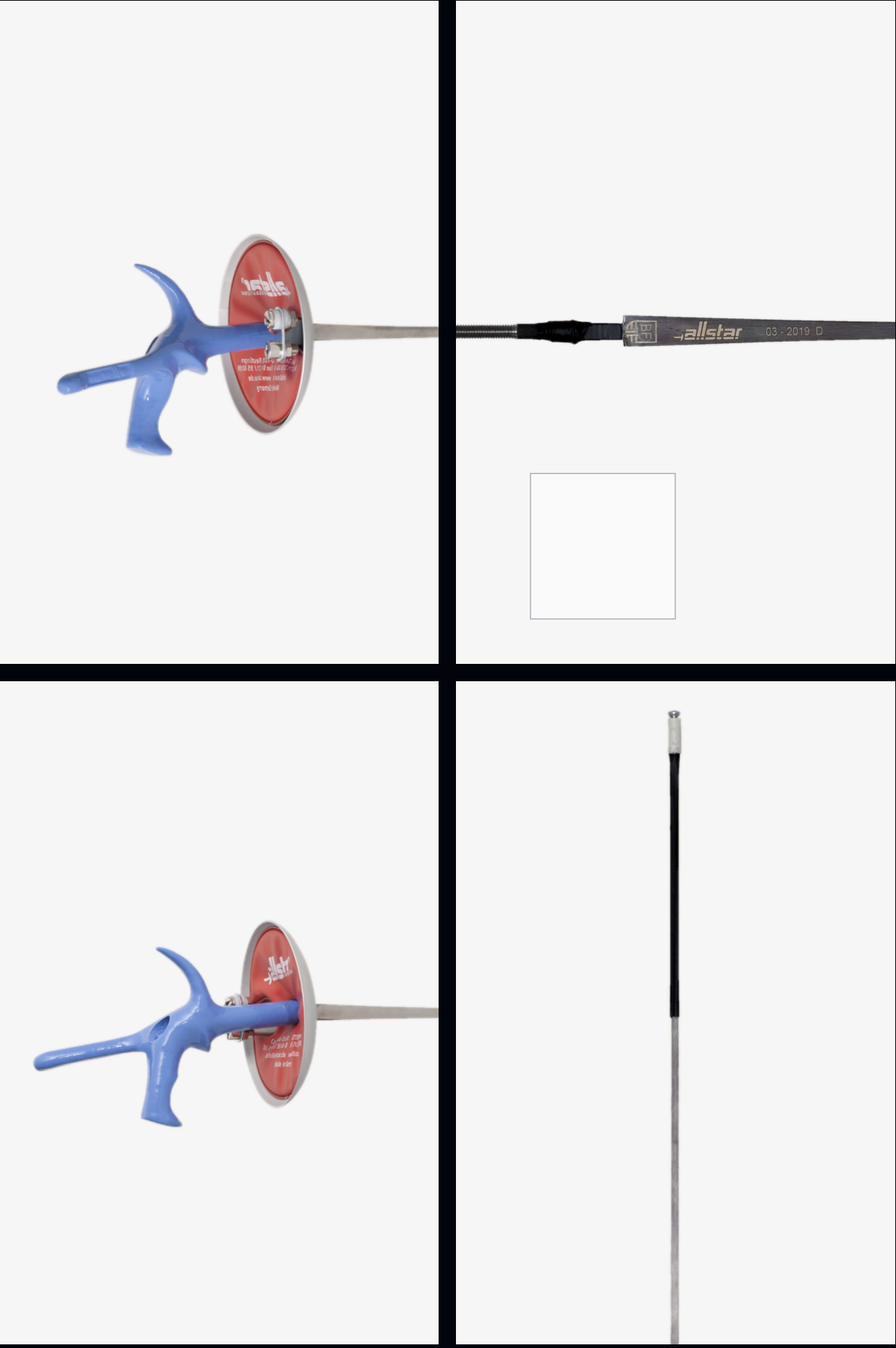
電動花劍(槍柄) Foil(Pistol Grip)

  - 電動花劍(槍柄) Foil(Pistol Grip)長度：花劍的全長（包括劍身及劍柄）不超過110cm，劍身長90cm。這個長度使它們具有適當的平衡，既能迅速進行刺擊，又能有效地進行防守。
  - 重量：花劍的整體重量不超過500克，這個輕量化設計有助於提高速度和靈活性。
  - 劍身材料：花劍的劍身通常由彈性鋼或碳纖維製成，這些材料具有適度的彈性，使劍在比賽中能夠彎曲，但不會斷裂。
  - 劍刃：花劍的劍刃橫截面為長方形，並且是無刃及可彎曲的，這意味著它們不具有切割能力，只能用來刺擊對手。刀刃通常是平滑的，以確保安全，且需要在劍刃前端包有15cm的絕緣膠布。
  - 劍柄：花劍的劍柄分為直柄和槍柄，絕大多數是以槍柄為主，通常是金屬或塑料製成，長度不超過20cm。
  - 護手盤：護手盤為圓形，裝於劍身與劍柄之間，直徑不超過12cm，禁止偏向任何一方。

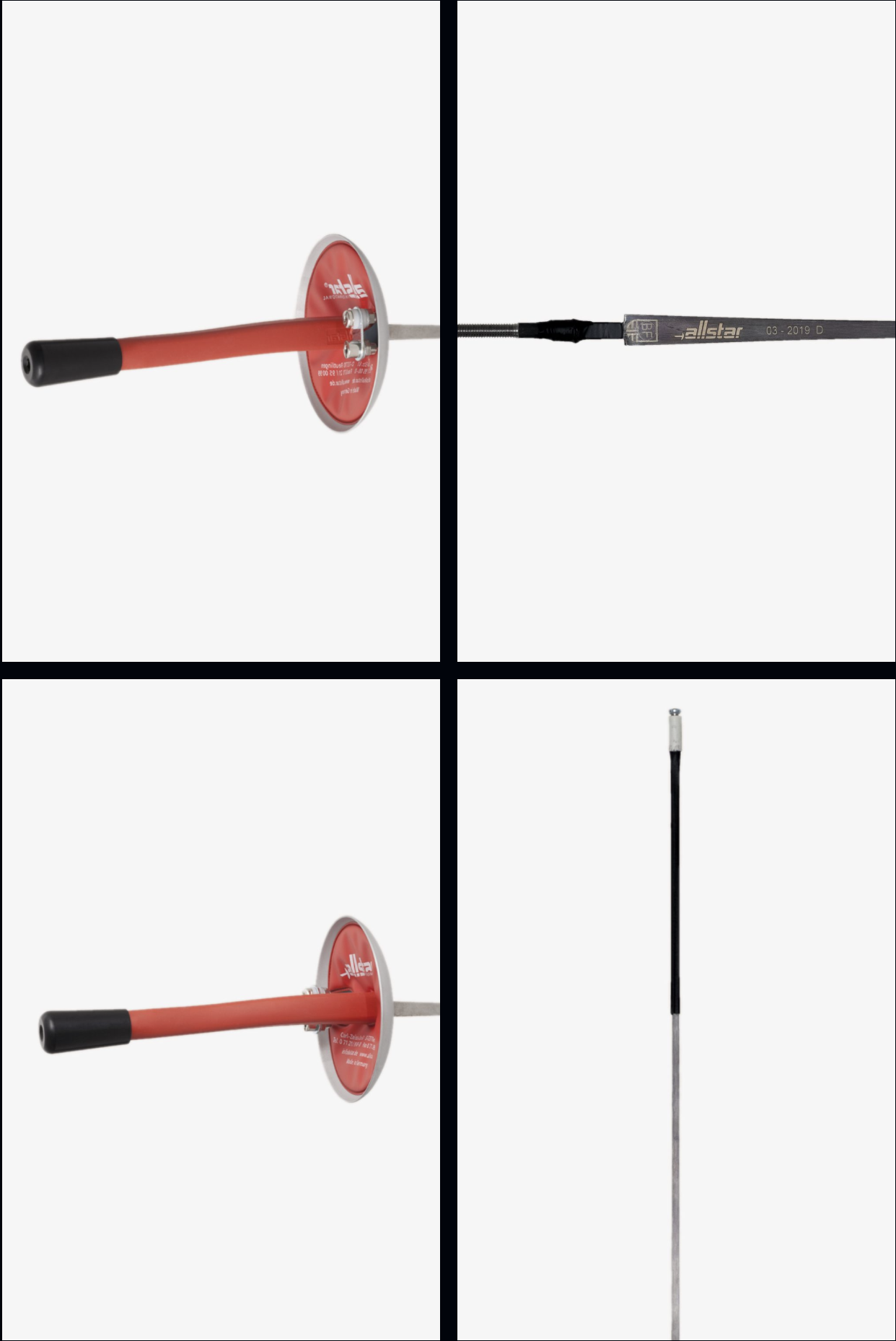
電動花劍(直柄) Foil(French Handle)

  - 電動花劍(直柄) Foil(French Handle)保護裝備：在花劍比賽中，劍手除了需要穿著整套劍擊裝備外，也需要穿着背心金屬電衣，以標示有效的得分部位。
  - 比賽規則：花劍比賽中有裁判作判決，除了一般的劍擊賽例，花劍對戰時需要顧及進攻權，且需要合規則的情況下刺中有效部位（軀幹）才能得分，且每次只能有一方得分。

重劍的得分範圍：全身。

- 重劍(Epée），又稱「銳劍」。由劍柄、劍身和護手盤组成，劍身中有電線連接劍尖和支架。 以下是重劍的一些主要規格和特點：電動重劍(槍柄) Epée(Pistol Grip)

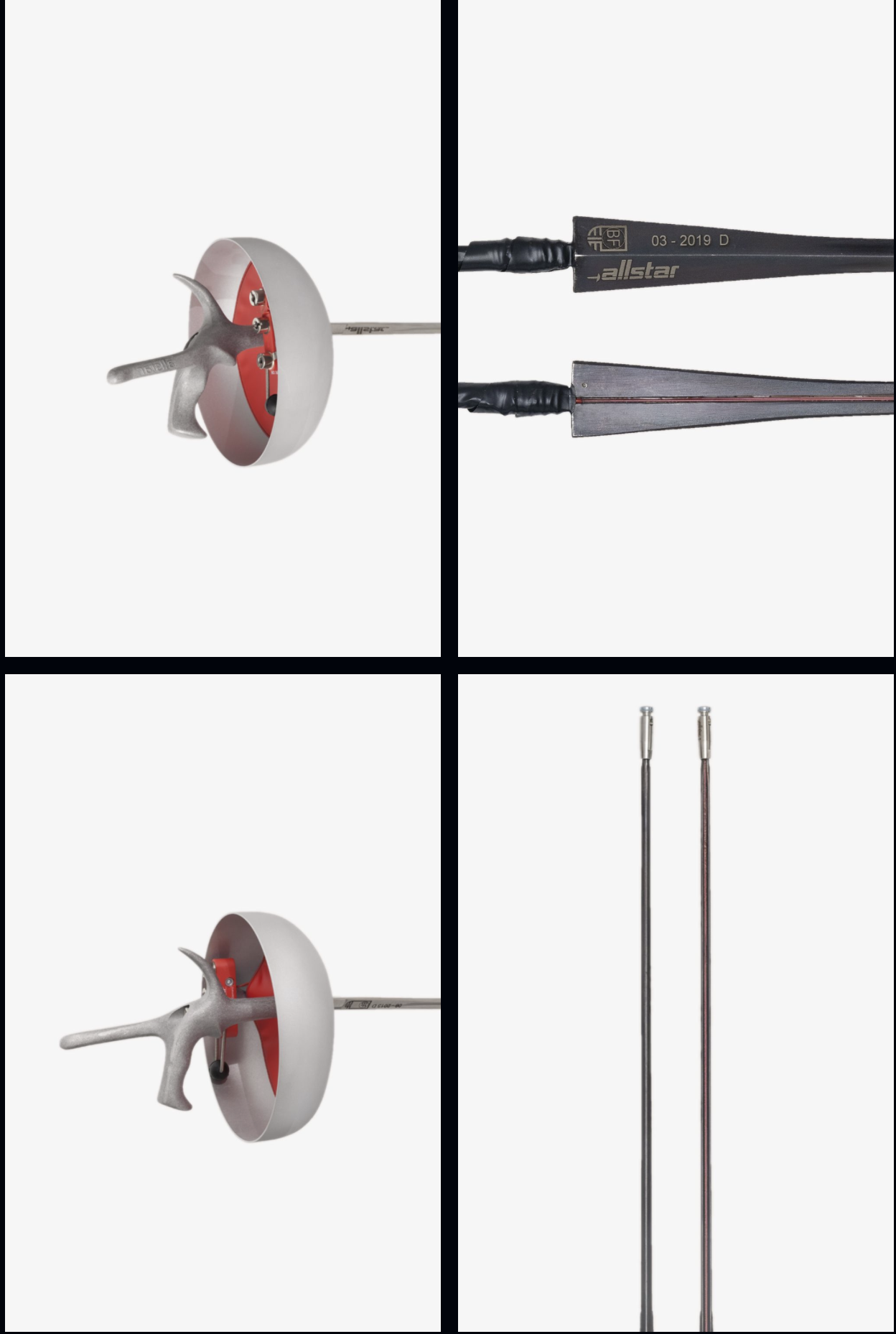
電動重劍(槍柄) Epée(Pistol Grip)

  - 長度： 重劍的全長(包括劍身及劍柄)不超過 110cm，劍身長90cm。這個長度使它們具有適當的平衡，既能迅速進行刺擊，又能有效地進行防守。
  - 重量： 重劍是三種劍中最重的，整體重量不超過700克重量。這種重量提供了更多的力量，但也需要更強的肌肉控制。
  - 劍身材料： 重劍的劍身通常由彈性鋼或碳纖維製成製成，以確保耐用性並防止斷裂。

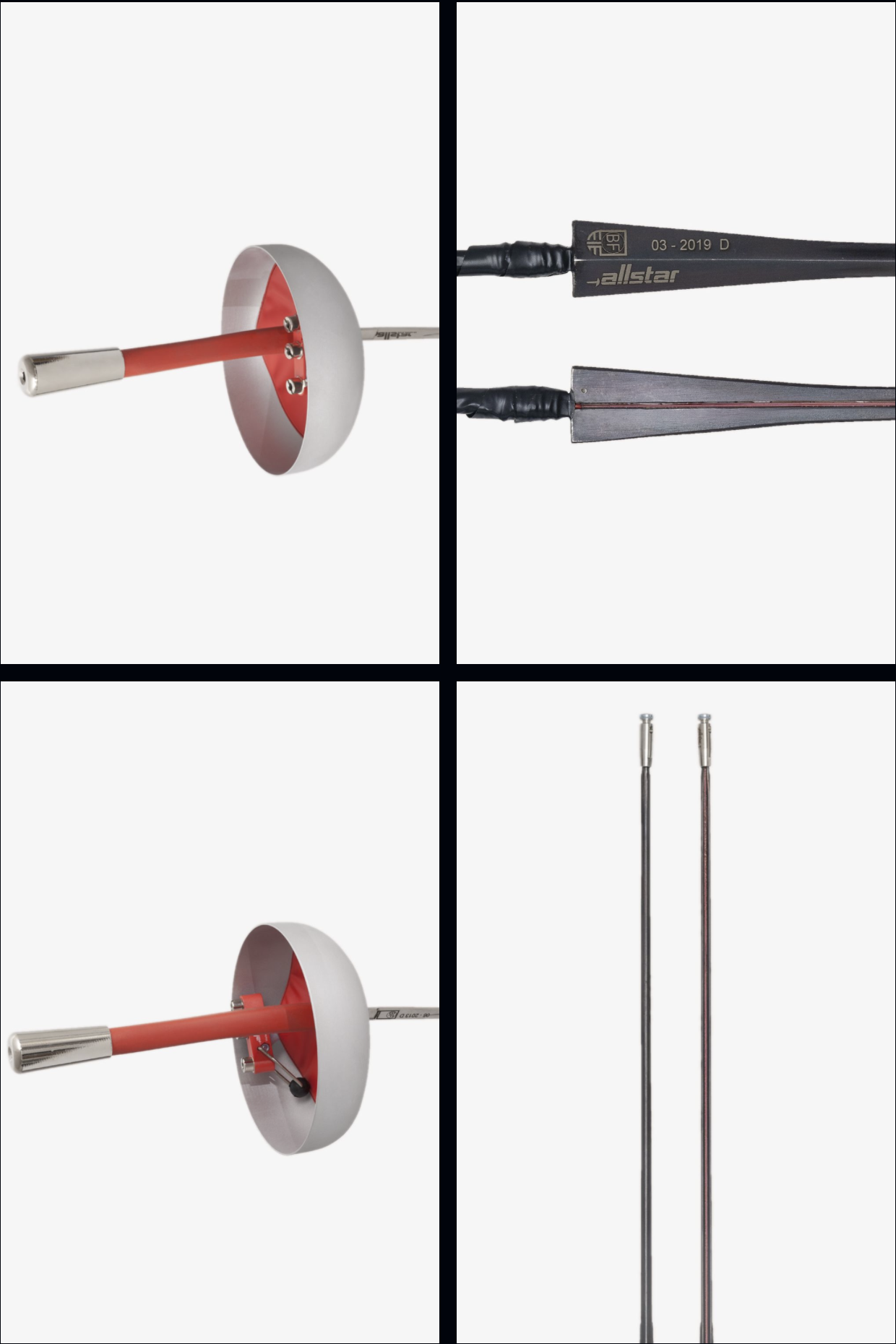
電動重劍(直柄)Epée(French Handle)

  - 電動重劍(直柄)Epée(French Handle) 劍刃： 劍的劍刃横截面为三角形，並且是無刃及可彎曲的。刀刃亦是平滑的，橫截面為三角形並有一個V型槽（稱為fuller），劍身的寬面最大為2.4cm，這能提供更大的表面積去做對抗。
  - 劍柄： 重劍的劍柄由金屬或塑料製成，通常分為直柄和槍柄，兩種劍柄都有人用，但兩種柄的握法及打法不相同，劍柄長度不超過20cm。
  - 護手盤：護手盤為圓形，裝於劍身與劍柄之間，深度為3-5.5cm，直徑最大為13.5cm,偏心度最大為3.5cm
  - 保護裝備： 在重劍比賽中，劍手需要穿著整套劍擊裝備以確保安全
  - 比賽規則： 重劍比賽中有裁判作判決，重劍並沒有進攻權，劍手全身都是有效部位,與花劍一樣只能刺擊，在1/25秒內同時擊中為互中，雙方都能同時得分[3]

- 佩劍（Sabre），又稱「軍刀」和花、重劍最大不同在於佩劍可以用刀刃部分劈斬來得分，由劍柄、劍身和護手盤組成，劍身中沒有電線。 以下是佩劍的一些主要規格和特點：佩劍的得分範圍：除了手掌以外的上半身。

佩劍的得分範圍：除了手掌以外的上半身。

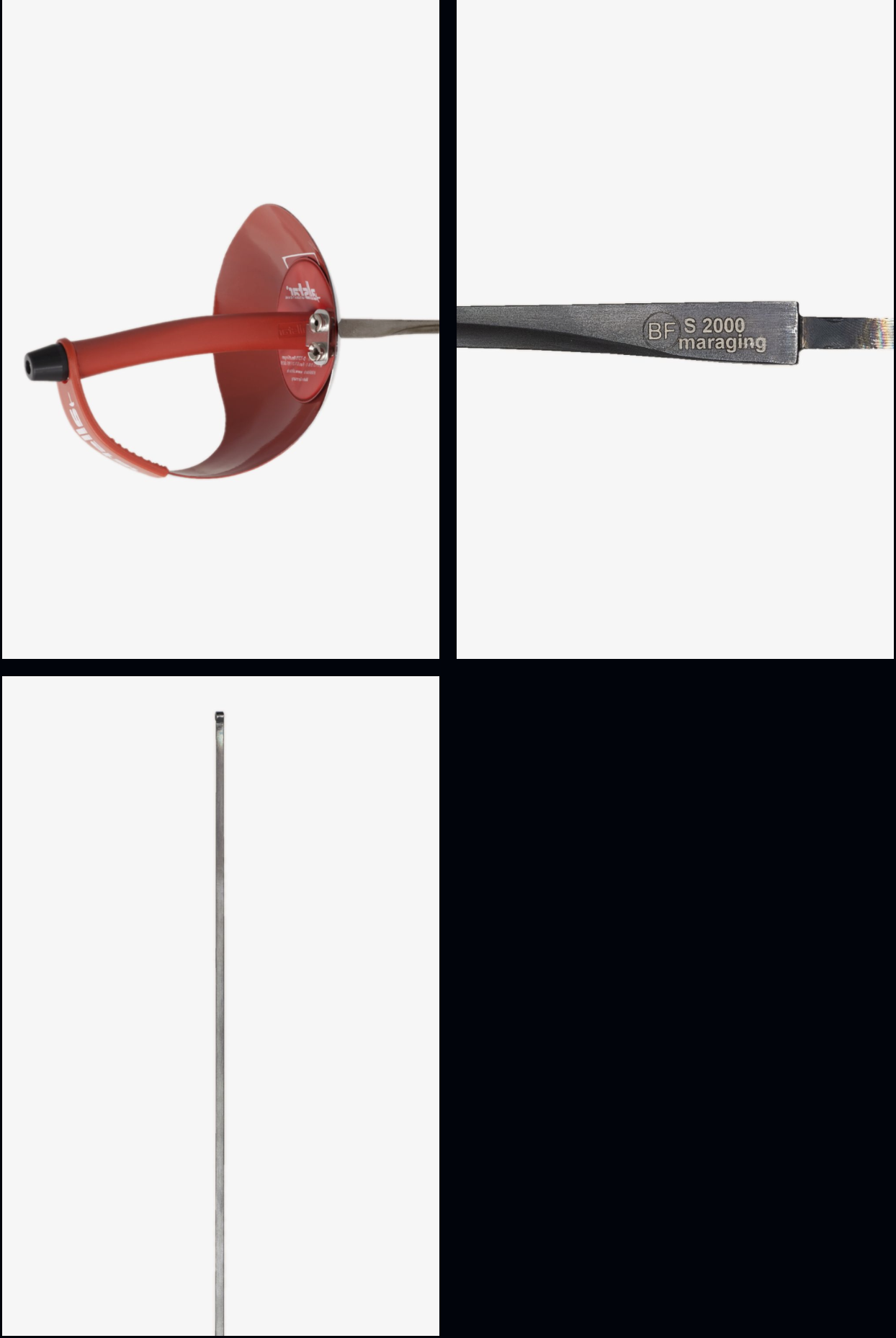
佩劍（Sabre）

  - 佩劍（Sabre）長度：佩劍的全長（包括劍身及劍柄）不超過105cm，劍身長88cm。這個長度使它們具有適當的平衡，既能迅速進行刺擊，又能有效地進行防守。
  - 重量：整體重量不超過500克重量。
  - 劍身材料：佩劍的劍身通常由彈性鋼或碳纖維製成，以確保耐用性並防止斷裂。
  - 劍刃：劍的劍刃橫截面為Y字頂，有劍刃與劍背，但刀刃是平滑的，有利於進行劈斬。
  - 劍柄：佩劍的劍柄只有直條型一種，多由金屬或塑料製成，劍柄長度不超過17cm。
  - 護手盤：護手盤為C字形，裝於劍身與劍柄之間，有助格擋，內部應使用絕緣清漆或貼上一層墊子，保證完全絕緣。
  - 保護裝備：在佩劍比賽中，劍手除了需要穿著整套劍擊裝備外，也需要穿著長䄂金屬電衣，以標示有效的得分部位。
  - 比賽規則：佩劍比賽中有裁判作判決，除了一般的劍擊賽例，佩劍對戰時需要顧及進攻權，且需要合規則的情況下刺中            有效部位（整個上半身）才能得分，且每次只能有一人得分。[4]

## 歷史
劍擊運動歷史悠久，源於古時的歐洲，由士兵接受的劍術訓練演變而來。根據文獻，當時相關的擊劍書籍也多是出自於西班牙擊劍手。15世紀文藝復興時期，西班牙貴族Diego de Valera所撰寫的書籍 "Treatise on Arms"，是西方現存最古老的擊劍手冊。之後，西班牙軍隊在各地征戰的過程中，無意中將劍術帶往周遭，特別是義大利南部為衝突戰場之一，劍擊技術因此密集傳播至此，故西班牙被視為現代劍擊運動的發祥地。

現代擊劍技術起源於18世紀義大利擊劍學校，法國擊劍學校在義大利的影響下，也開始逐漸發展。義大利和法國擊劍學校轉執劍術牛耳，取代西班牙擊劍的領導地位。 

### 古代

#### 14世紀
劍擊運動起源於中世紀文藝復興時期的歐洲，大約西元14世紀左右在西班牙、法國和義大利等封建王國出現了一個令人炫目的騎士階層，他們以精湛的劍術縱橫天下，搏得了廣泛的美譽。此後歐洲各國貴族紛紛效仿，學習劍術成為上流社會的時尚，以致于發展到貴族之間解決糾紛，動輒拔劍相向，一劍定生死。 

#### 1588年-1601年
此一歷史時期的法國決鬥成災，貴族階層常一言不合即動輒生死決鬥，「我們去郊外吧」成為人們最熟悉不過的挑戰語言。不過二十年間，巴黎即已有8000名貴族、紳士在決鬥中喪命，上流社會巨大的人員傷亡導致了王室及貴族階層的警覺與恐懼，法國國王路易十三的宰相—紅衣主教黎塞留（Armand Jean du Plessis de Richelieu)為此發出決鬥禁令，然而直至1627年甚至將一位公爵處決也仍然未能平息決鬥熱。

#### 1643年前後
法國國王路易十四對當時法國的擊劍服裝和器具做了統一的規定，並將巴黎最老的6名劍術師封為世襲貴族，為擊劍運動奠定了基礎。

#### 1776年
法國擊劍大師拉布瓦西埃（La Boissière）發明了面罩(mask)，這一發明使擊劍運動進一步走上了高雅道路。它不但使得擊劍從粗暴、流血、生死相鬥中解放出來，也為擊劍攻防技術的發展提供的強有力的條件和保障。面罩的問世無疑是擊劍運動發展的一個裡程碑。 

### 近代

#### 1880年代
法國擊劍大師Camille Prévost 整理製定擊劍基本法則。約在同期間，世界各地出現許多官方認可的擊劍協會，如1891創辦的美國業餘擊劍聯賽 (Amateur Fencers League of America)，1902成立的英國業餘擊劍協會(the Amateur Fencing Association of Great Britain)， 1906 法國建立的法國擊劍武藝館 (d'Escrime et Salles d'Armes de France)。 1880年6月，第一次正規擊劍比賽於在英國倫敦伊斯靈頓的皇家農業大廳舉行。 

#### 1896年
英國業餘體操和擊劍協會 (British Amateur Gymnastics Association) 制定擊劍法規，讓擊劍正式成為一項現代化運動。 1896年： 到了1896年首屆雅典奧林匹克運動會，劍擊成為正式項目，當時只有花劍和佩劍。劍擊在奧林匹克運動會的一百多年來從未被中斷過，到了1900年夏季奧林匹克運動會，男子重劍被列入奧運的行列，1924年巴黎奧林匹克運動會又增添女子花劍項目。

#### 1931年
在擊劍運動史上，電動裁判器的發明也是一個很重要的關鍵， 1931 年花劍比賽率先開始使用電動裁判器， 1995 年重劍比賽也開始採用，而佩劍比賽於 1989 年亦開始採用電動裁判器。電動裁判器改變以往以裁判目測決定是否有效擊中的方式，以更科學的方法來判別勝負，使擊劍比賽更公平。

#### 1996-2004年
奧林匹克運動會劍擊比賽再加入女子重劍比賽、女子佩劍比賽。
這些時期和事件標誌著現代劍擊的歷史發展，從中世紀的貴族運動演變成一項現代體育競技項目。這段歷史包括了劍擊規則的統一、安全設備的改進以及劍擊在奧林匹克運動會中的角色增加。 劍擊的起源和發展過程豐富多彩，反映了歐洲的歷史和文化變遷。它從騎士階層的武技演變為現代體育，並成為奧林匹克運動會的一個固定項目。劍擊的歷史見證了技術的不斷改進和競技性質的發展，使得這項運動在當今世界范圍內享有廣泛的受眾和參與者。另外由於現在劍擊愈來愈普及，有不少人由幼兒時期已經開始練習劍擊，因此現時亦有成人劍和兒童劍之分，當中成人劍會比兒童劍更長和更重。

## 比賽模式
劍擊是體育運動項目之一。運動員穿戴擊劍服裝和護具,在劍擊場上以一手持劍互相刺擊,被先擊中身體有效部位的一方,為被擊中一劍。有多種進攻技術和防守技術,並在規則許可的範圍內運用各種戰術取勝。
比賽項目男子和女子都有花劍(FOIL)、重劍(EPEE)、佩劍(SABER)三種項目。均有個人賽和團體賽。

### 個人賽
劍擊個人賽分兩個階段，先以小組循環形式作比賽，小組中有 5 至 7 個 劍手，他們要在 3 分鐘內先取得 5 分為勝。其後會按名次進 行直接淘汰賽，每場賽事分 3 局進行，每局 3 分鐘，局間有 1 分鐘休息時間。其中一名劍手先擊中對手 15 劍，或者於比 賽時間內擊中對手較多次數便獲勝。
比賽時間結束時，如果出現雙方平分，比賽會加時 1 分鐘， 並採用「即時死亡賽制」，即最先擊中對手的一方為之獲勝。並於加時前雙方會進行抽籤，以決定如果加時賽中雙方都未得分，中籤那邊便會是勝者。

### 團體賽
團隊賽事方面，會採用直接淘汰賽制來決定勝負。對賽的 每隊由 3 位主要劍手組成，另加 1 位後備劍手。每場比賽以 每局 3 分鐘及 5 劍為限，一共 9 局。3 位主要劍手輪流比賽， 先取得 45 分或到時限後較高分的隊伍為勝。

## 場地
1.劍擊用以進行比賽的場地部分稱為「劍道」(Piste)。劍擊中所包含的3種劍種（花劍、重劍和佩劍），於比賽時所使用的劍道，規格都是一樣的。
2.擊劍場地必須為平坦水平的表面，不能有利於或不利於雙方選手的任何一方。比賽場地之光線更是要注意，除須光線明亮外，不能有影響雙方選手視線之情形。
3.場地的規格：擊劍場地應分為兩部分，初賽（預賽）場地和決賽場地。這兩部分的場地不應互相干擾彼此。擊劍比賽的場地為長14米、寬1.5米，兩端再有1米的緩衝區。以中心線為界，比賽開始時，雙方選手應各自位於距離中心線兩側2米處的開始線，可在劍道上自己活動，但單腳不得越過邊線或雙腳不得越過劍道的底線。

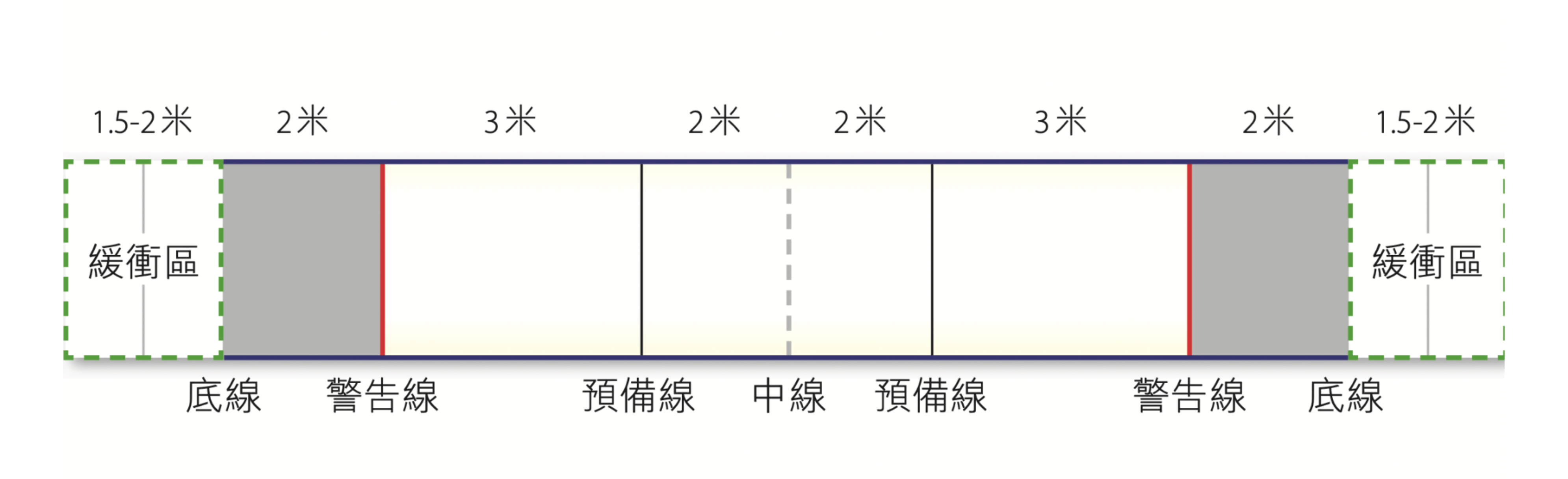

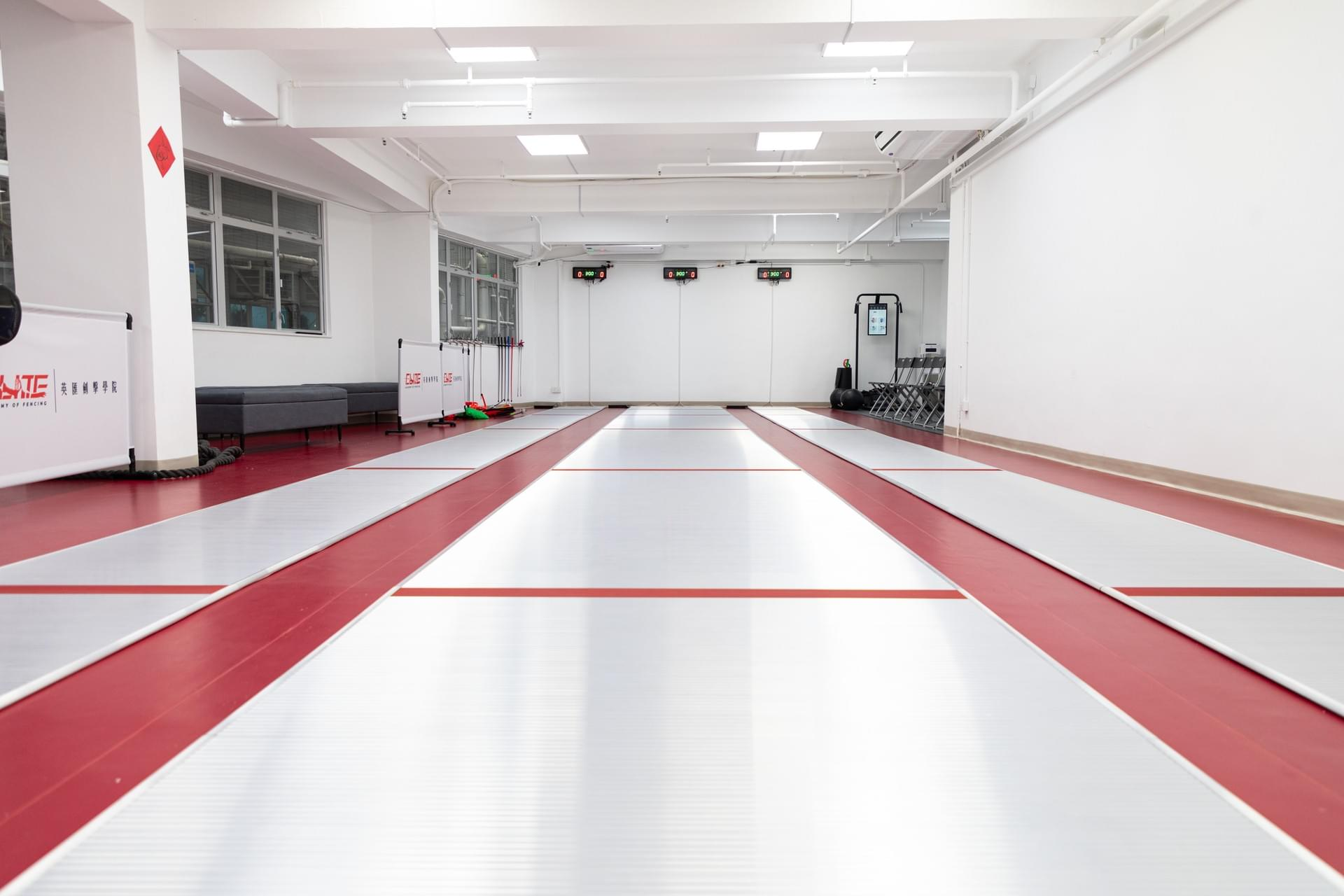

## 基本技術
劍擊有四大基本姿勢，主要包括： 實戰姿勢(En garde)，前進(advance)，後退(retreat)，弓步(Lunge)姿勢，以下會逐一介紹。
1. 實戰姿勢 (En garde)： 實戰姿勢是起始的動作，當開始對打前，雙方劍手必需擺好實戰姿勢。在這個姿勢中，擊劍手站立雙腳分開，持劍手那方的腳為前腳，前腳腳尖向前指，另一隻為後腳，後腳橫放在後方，雙腳呈L字型，與肩同寬，膝蓋微彎，身體稍微前傾，以保持穩定和靈活性。劍手握劍，將劍向對手指向，保持警惕並準備進行進攻或防守。
2. 前進 (Advance)： 前進是擊劍中的基本動作之一，用以接近對手或者創造進攻的機會。擊劍手會將重心轉移到前腳，移動時，腳尖先提起，把前腳先往前移動，其後才把後腳向前移動，完成移動後維持實戰姿勢。
3. 後退 (Retreat)： 後退是擊劍中的另一基本動作，用以保持距離或者避開對手的進攻。擊劍手會將重心轉移到後腳，移動時，後腳先提起，把後腳先往後移動，其後才把前腳向後移動，完成移動後維持實戰姿勢。
4. 弓步 (Lunge) 姿勢： 弓步是一個攻擊性的動作，用以迅速向前進攻對手。在這個姿勢中，擊劍手會先伸直持劍手，再將前腳向前邁出一大步，同時彎曲前膝，將身體重心向前傾斜，後腳蹬直，後手(非持劍手）亦要伸直以平衡重心。

1. 握劍方式 :  

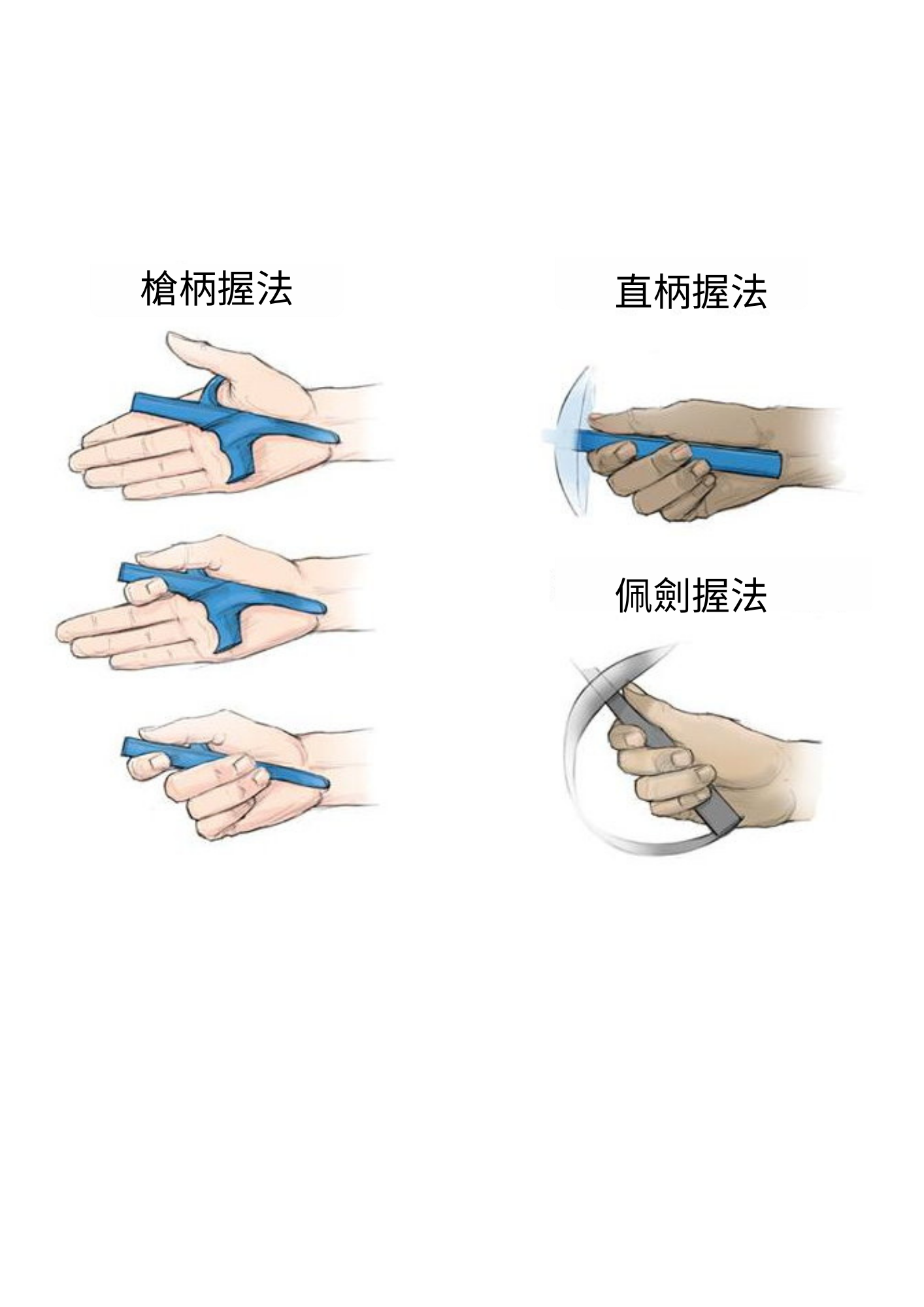
握劍方式

擊劍專家 Crosnier（ 1961）指出，握劍方式是用食指第一、二指的關節抓住握把外側線部位，其它三根指頭用第一指節沿著握把外側輕輕握住。控制劍尖的準確度和速度要有強而有力的手腕，但是劍的控制主要是姆指和食指，並不是手腕。用手指來控劍（ finger-play），才能把劍感表現從劍身到劍尖（ tip），才能隨心駕馭控制整把劍，如果是用手腕控劍，只是劍條位移與劍身動作的感覺，用劍很難收放自如。
2.Salute 敬禮 :
擊劍比賽講究禮貌，賽前要相互敬禮，課前教練和學生要相互致敬，擊劍敬禮，一 般由三個動作組成：
（１）轉身、側立兩腳成直角，腳跟相靠，手臂伸直與身體約成45°角劍尖指向地面；
（２）屈臂、劍尖直指向上，護手盤靠近嘴唇；
（３）伸臂使劍平指向致敬者。
敬禮順序：平時訓練先向對手敬禮，然後向裁判敬禮;比賽時先向對手敬禮，再向裁判敬禮，最後向觀眾敬禮。

## 裝備
劍擊是世界上第二安全的運動，劍擊有着如此高的安全性，全身性的防護裝備功不可沒，接下來會介紹劍擊的各種裝備。

劍擊分三種劍，每種劍的裝備有部份相同，有部份則是該劍種專用，以下是三種劍通用的劍擊裝備：
1.劍擊上衣(Fencing Jacket）
正式比賽用的劍服是長䄂及樽領，覆蓋整個上半身(除了頭部)，使用的材質與防彈衣的相同，較一般布料厚且挺,抗穿透力測試達800N。三種劍的劍擊服是相通的，花劍和佩劍是在劍服外再穿一件電衣。
2.劍擊褲(Fencing Breeches）
劍褲也是由防刺穿布料製成，長度只去到膝蓋，有兩條可調較的肩帶，主要防止被對手刺到腳
3.單䄂衣(Under-plastron）
單䄂衣只有一邊的短䄂保護服，抗穿透力測試達800N，穿着在劍擊服內。雖然劍擊服物料防穿刺，但手臂下線口位仍有可能被刺穿，單䄂衣的手臂下無接縫位，穿着後可與劍擊服形成交叉保護。
4.劍擊長襪(Fencing socks）
劍襪是一對及膝長襪，柔軟有彈性、且吸汗舒適，用作保護小腿
5.劍擊鞋(Fencing shoes）
劍擊比賽和練習專用的鞋，防滑抓地力強，亦有減震設計，有助打弓步等劍擊動作，亦能減少腳落地時的壓力。劍鞋的表面較厚實，被對手刺腳時，能為劍手的腳面提供保護。
6.劍擊護胸(Chest protector)
護胸是堅固硬膠物料，有可調節長短肩帶。香港14歲或以下之劍擊運動員，必須使用護胸作賽，包括小學、中學及劍擊總會之賽事。所有女子劍擊運動員，不論年紀，也必須使用護胸作賽。
重劍專用裝備：
1.電動重劍(Epee)

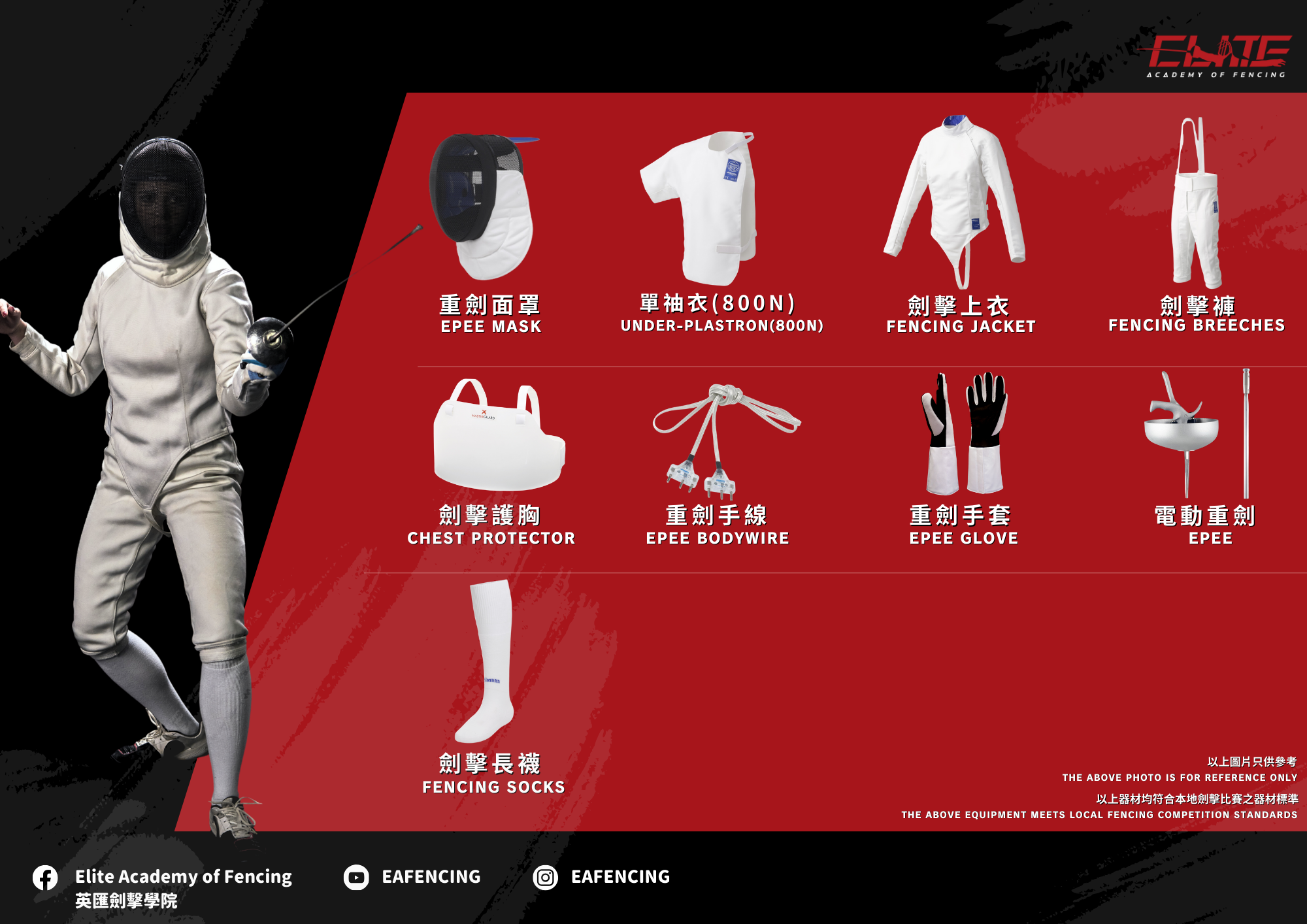
重劍裝備一覽

電動重劍由手柄、劍身和護手盤組成。全長不超過110cm,重量不超過770g，是三種劍中最重，橫斷面近似三角形。可連接裁判器，刺中後會着燈。劍身韌性很好，不易折斷，護手盤較大。若要參加比賽，需要有兩把劍或以上，以作後備劍之用
2.重/花劍手套(Glove)
劍擊手套主要是皮質材料，用作保護持劍的手和加強摩擦力，增強手感。要注意一名劍手只有一隻手要戴手套，而且有分大小及左右手。年紀較小的劍手可能難以戴上手套，需要多練習
3.重劍手線(Body wire)
手線最主要用作連接劍及裁判器，令劍手刺中後可有顯示。重劍手線只有兩邊插頭，每邊三支針
4.重劍面罩(Epee Mask)
重劍專用面罩，前面有防刺穿鋼網，可調節鬆緊，能有效保護劍手臉部，抗穿透力測試達350N，符合香港本地中/小學及劍擊總會比賽之要求。這個不是叫頭盔，而是叫面罩，因為他只能保護劍手的前方，後方是沒有保護的。這是劍擊運動的精神，任何時候都要勇敢面對你的對手。
花劍專用裝備：
1.電動花劍(Foil)

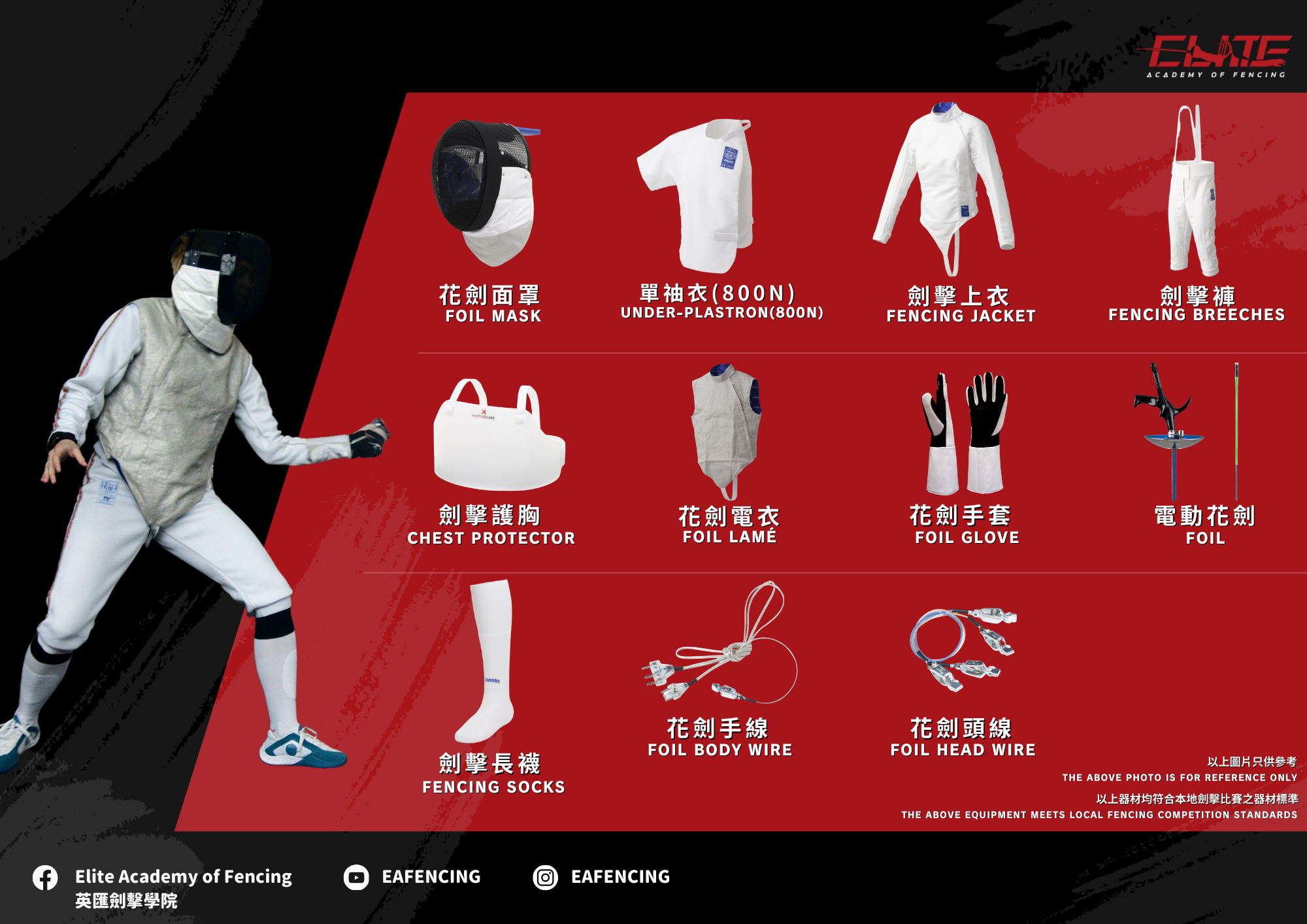
花劍裝備一覽

電動花劍由手柄、劍身和護手盤組成。全長不超過110cm,重量不超過500g，可連接裁判器，刺中後會着燈。劍身韌性很好，不易折斷，前端包有15cm的絕緣膠布。若要參加比賽，需要有兩把劍或以上，以作後備劍之用
2.重/花劍手套(Glove)
劍擊手套主要是皮質材料，用作保護持劍的手和加強摩擦力，增強手感。要注意一名劍手只有一隻手要戴手套，而且有分大小及左右手。年紀較小的劍手可能難以戴上手套，需要多練習
3.花劍手線及頭線(Body wire & head wire)
手線和頭線最主要用作連接劍及裁判器，令劍手刺中後可有顯示。花/佩劍手線則是一邊三針，另一邊兩針，及有一個金屬夾，金屬夾需夾着電衣。
頭線則兩邊都是金屬夾，用來連接電衣及面罩的金屬部分，令對手刺中面罩也能被判定有效。
4.花劍電衣(Lamés）
電衣是花劍和佩劍才需要穿着在最外層的裝備，保護性不高，表面有金屬線，用作通電及標示有效部位，當對手刺中電衣，裁判器便會顯示顏色燈，示意刺中有效部位。花劍的電衣是背心型式的
5.花劍面罩(Foil Mask)
花劍專用面罩，前面有防刺穿鋼網，可調節鬆緊，能有效保護劍手臉部，抗穿透力測試達350N，符合香港本地中/小學及劍擊總會比賽之要求。花劍面罩下方有塊金屬線，花劍刺中也有效。這個不是叫頭盔，而是叫面罩，因為他只能保護劍手的前方，後方是沒有保護的。這是劍擊運動的精神，任何時候都要勇敢面對你的對手。
佩劍專用裝備：
1.電動佩劍(Sabre)

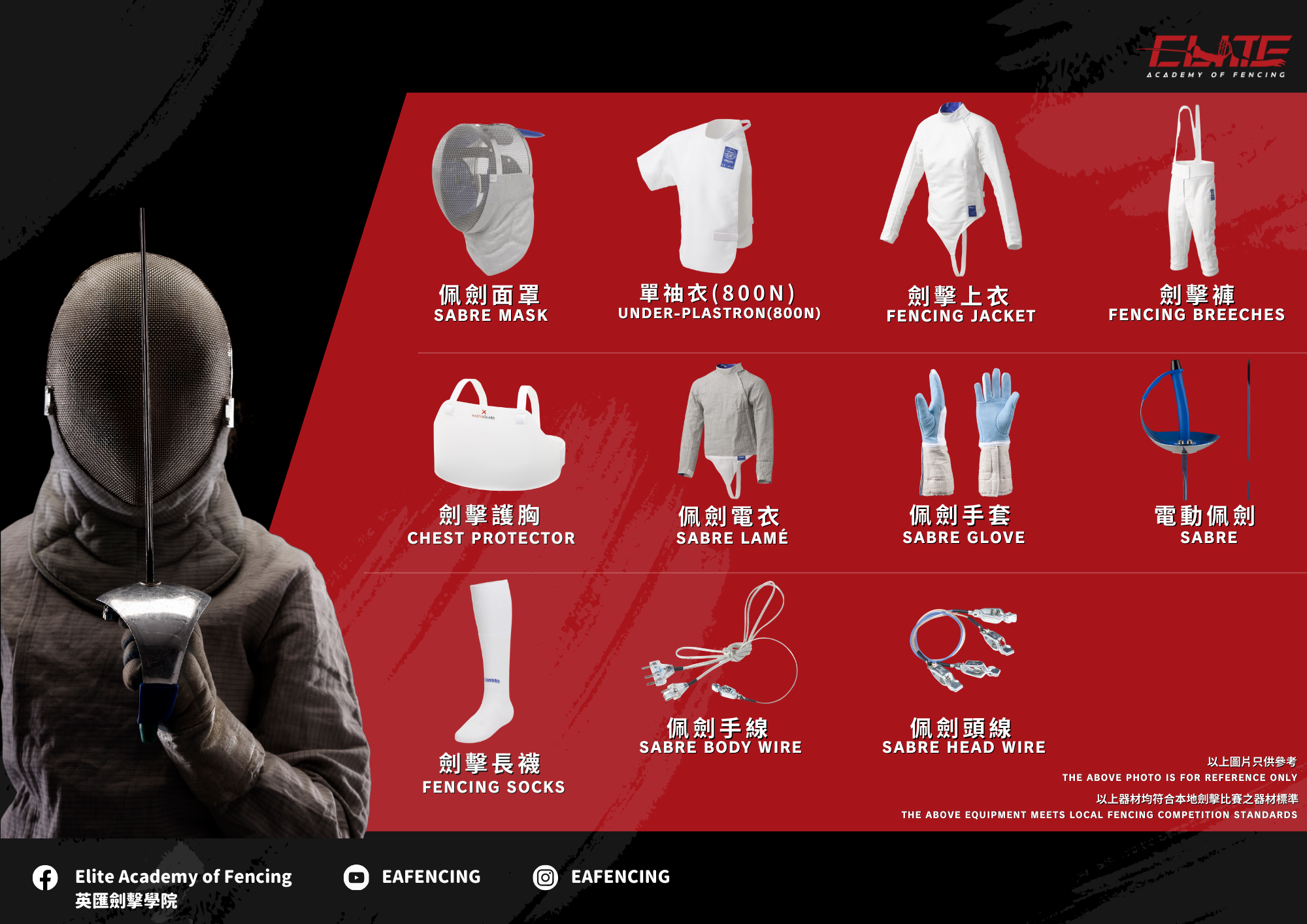
佩劍裝備一覽

電動佩劍由手柄、劍身和護手盤組成。全長不超過105cm,重量不超過500g，可連接裁判器，刺中後會着燈。劍身韌性很好，不易折斷，劍尖沒有按鈕，以劈斬方式為主。若要參加比賽，需要有兩把劍或以上，以作後備劍之用
2.佩劍手套(Sabre Glove)
劍擊手套主要是皮質材料，用作保護持劍的手和加強摩擦力，增強手感。但手腕及前臂部位有金屬線，故能通電。要注意一名劍手只有一隻手要戴手套，而且有分大小及左右手。年紀較小的劍手可能難以戴上手套，需要多練習
3.佩劍手線及頭線(Body wire & head wire)
手線和頭線最主要用作連接劍及裁判器，令劍手刺中後可有顯示。花/佩劍手線則是一邊三針，另一邊兩針，及有一個金屬夾，金屬夾需夾着電衣。
頭線則兩邊都是金屬夾，用來連接電衣及面罩的金屬部分，令對手刺中面罩也能被判定有效。
4.佩劍電衣(Lamés）
電衣是花劍和佩劍才需要穿着在最外層的裝備，保護性不高，表面有金屬線，用作通電及標示有效部位，當對手刺中電衣，裁判器便會顯示顏色燈，示意刺中有效部位。佩劍的電衣是長䄂的，包覆上半身
5.佩劍面罩(Foil Mask)
佩劍專用面罩，前面有防刺穿鋼網，可調節鬆緊，能有效保護劍手臉部，抗穿透力測試達350N，符合香港本地中/小學及劍擊總會比賽之要求，整個佩劍面罩都佈滿金屬線所以整個都能通電。這個不是叫頭盔，而是叫面罩，因為他只能保護劍手的前方，後方是沒有保護的。這是劍擊運動的精神，任何時候都要勇敢面對你的對手。

## 人物
- 張家朗
- 江旻憓

## 組織
現時國際上最大的管理機構為國際劍擊總會。

## 圖集

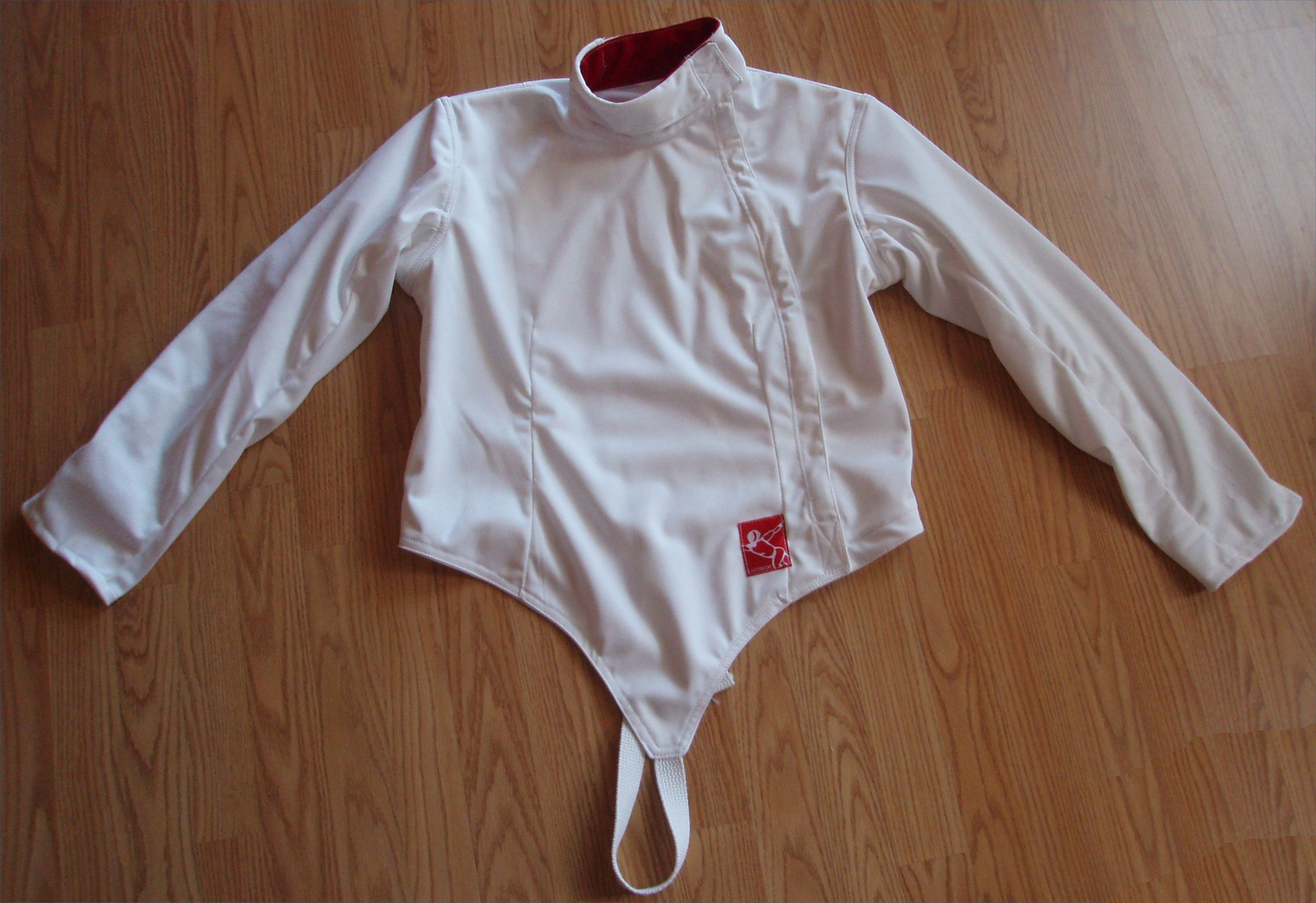
劍衣
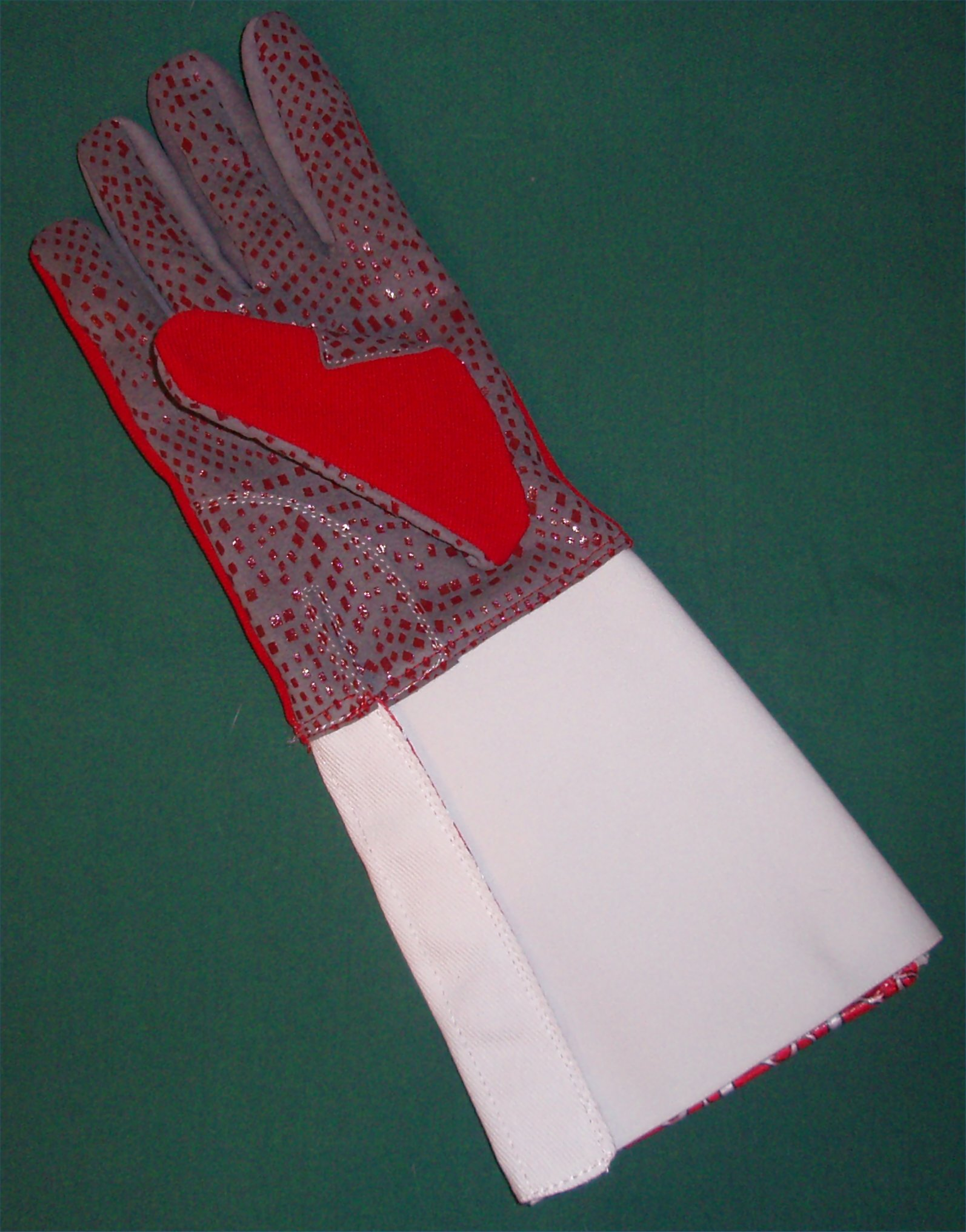
手套
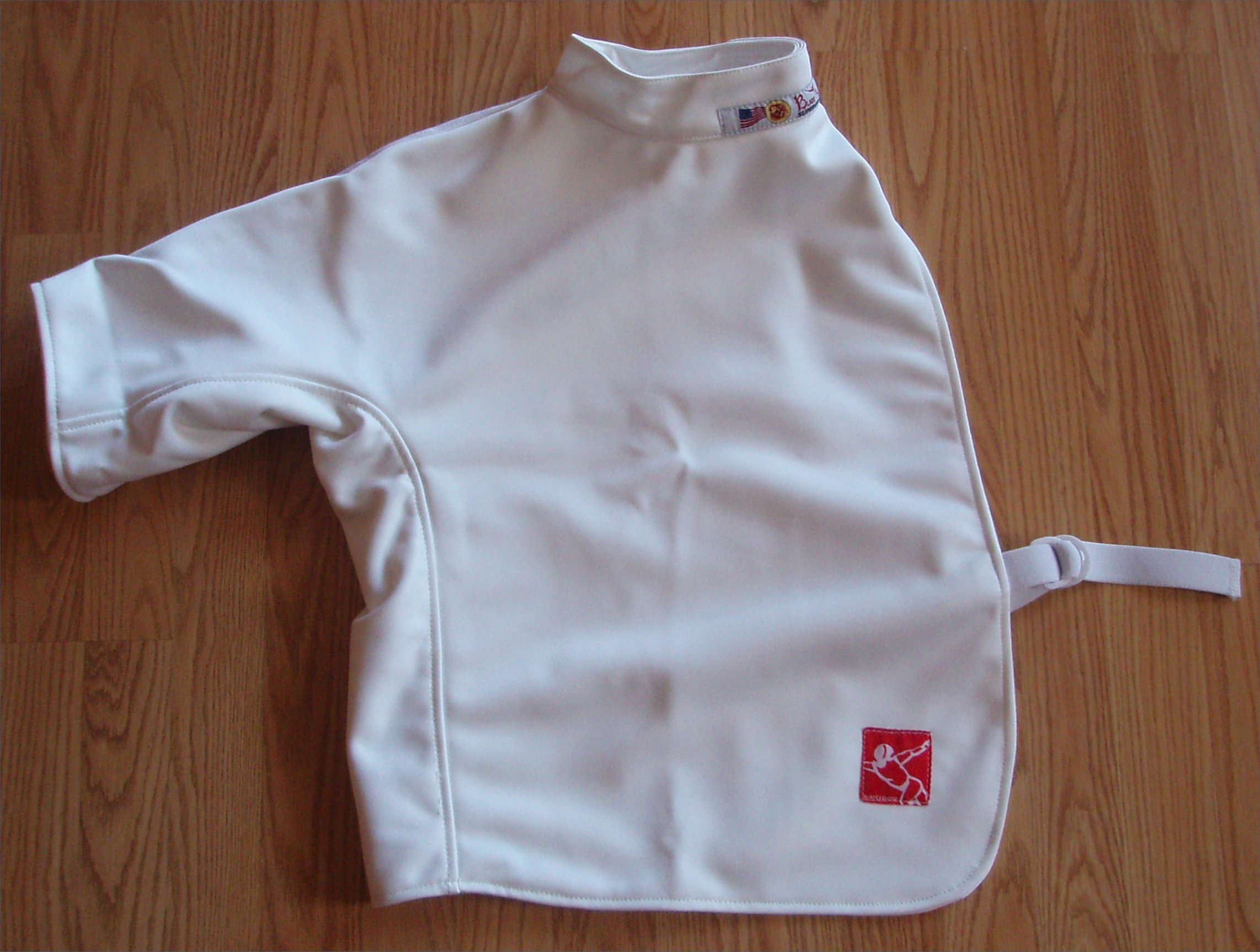
單袖衣
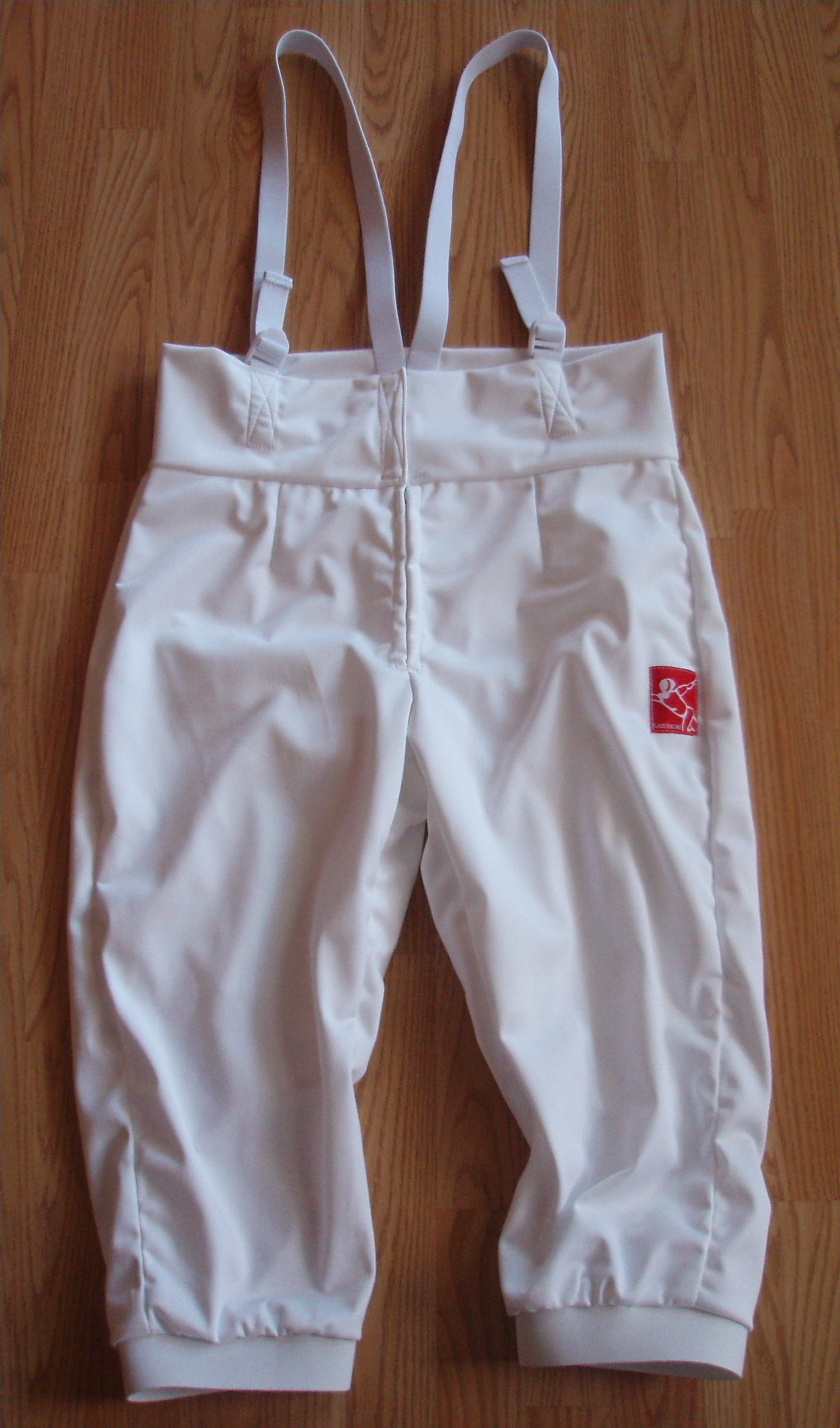
劍褲
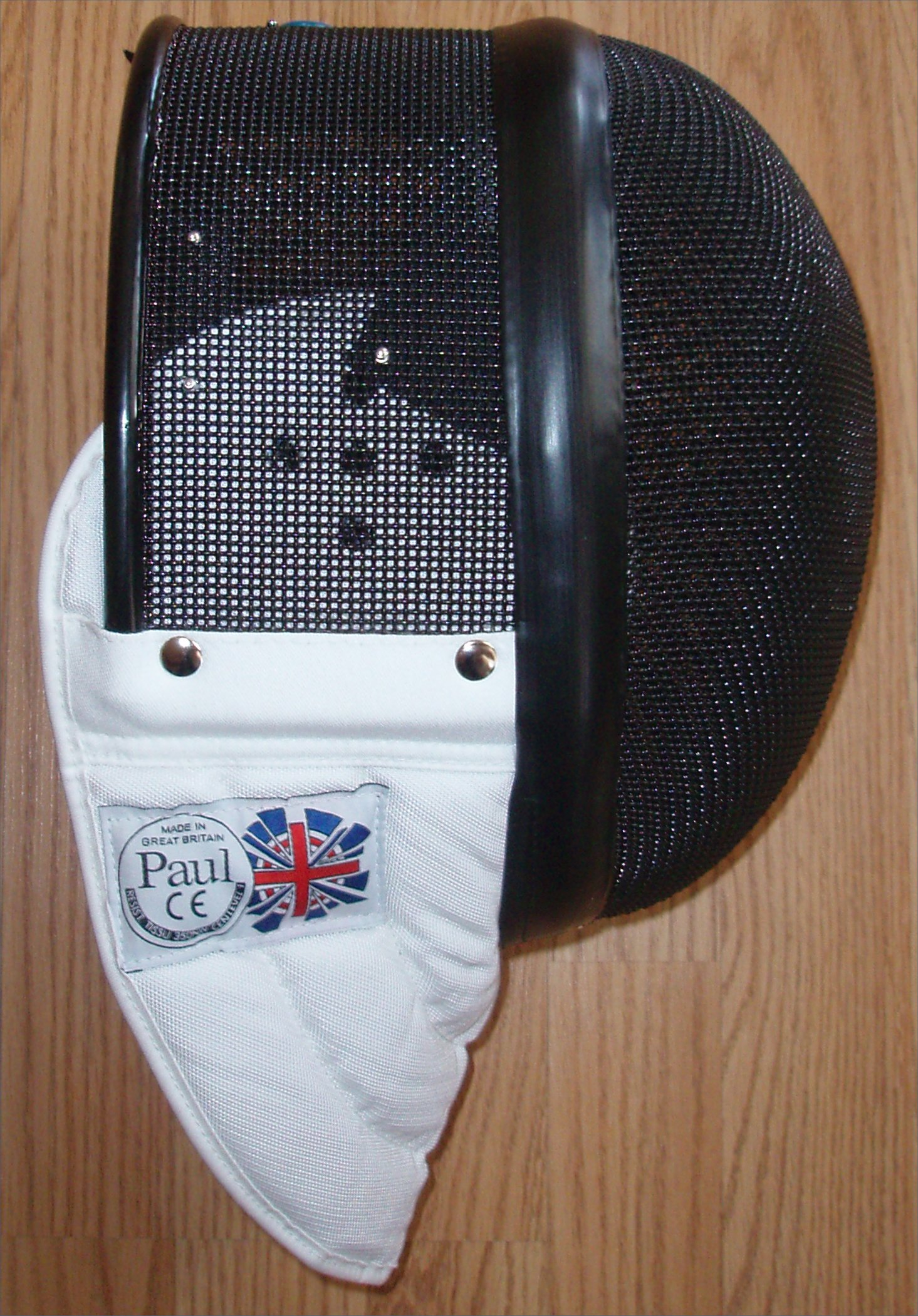
面罩

## 備註
1. ↑  非日本劍道

## 外部連結
- Fencing.net （页面存档备份，存于） （英文）
- 國際擊劍協會 （页面存档备份，存于） （法文） （英文） （西班牙文）
- 中華民國擊劍協會 （页面存档备份，存于） （繁體中文）
- 中国击剑协会 （页面存档备份，存于） （简体中文）
- 香港劍擊總會（繁體中文）